# 战争游戏2：死亡代码
《战争游戏2：死亡代码》（英語：WarGames: The Dead Code），是2008年美国发行的科幻片。由马特·兰特尔等人主演。讲述了一个关于计算机技术应用的故事。